# Український визвольний рух 1920—1950 років
Український визвольний рух — національно-визвольний рух на етнічних українських землях у 1920—1950 роках, який мав за мету поновлення української незалежної держави.

## Ідеологія

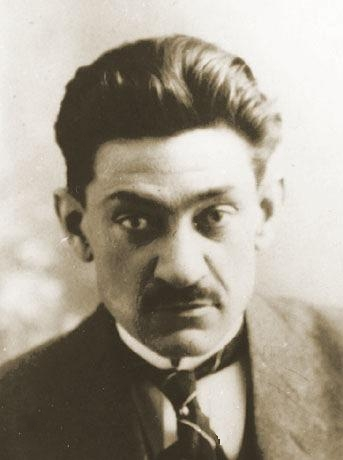
Дмитро Донцов — засновник теорії інтегрального націоналізму

Головною метою організації визвольного руху було продовження збройної боротьби за встановлення незалежної соборної України на українських етнічних землях. Рух був прямим наслідком втрати державності на початку 1920-х років (див. Українська революція 1917—1921).
Ідеологія руху еволюціонувала впродовж усіх років його існування. У питаннях майбутнього політичного та соціально-економічного ладу незалежної України існували розбіжності, бо рух об'єднував представників великого спектру партій — від соціалістичних до консервативних.

### Чинний націоналізм

Дмитро Мирон-Орлик — ідеолог ОУН

Під впливом популярного публіциста й філософа Дмитра Донцова, емігранта зі Східної України, на початку 1920-х років в середовищі військових ветеранів революції і студентства поширюється думка, що в поразці Української народної республіки винні соціалістичні ідеї та надмірно «демократичний» стиль керівництва лідерів УНР.
Тому мету незалежності зараз планувалось здобути через національну революцію, очолену диктатором, який створить уряд з представленням інтересів усіх регіонів та станів України. Нація мала стати абсолютом, а людина — надлюдиною Фрідріха Ніцше. Донцов стверджував, що у XX сторіччі світ стане свідком «сутінок богів, яким молився у XIX сторіччі», що нова людина має бути створена з «вогнем фанатичної самовідданості» та «залізною силою ентузіазму», і що єдиний шлях до цього лежить через «організацію нового насилля». Ця нова доктрина отримала назву «чинний націоналізм», чи «націоналізм діла».
У цьому відношенні найпотужніші організації визвольного руху УВО та ОУН були подібні до інших націоналістичних рухів Центральної та Східної Європи (наприклад, хорватські усташі, чи Глинкова Словацька Народна Партія). Цим же пояснюється співпраця з органами нацистської Німеччини наприкінці 1930-х—початку 1940-х років.

### Соціал-демократія

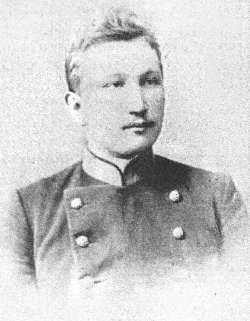
Андрій Лівицький — республіканець, Президент УНР

З 1941 року ідеологами українського визвольного руху Іваном Мітрінгою та Дмитром Мироном розробляється теза про орієнтацію на власні сили та сили інших поневолених тоталітарними режимами народів, про необхідність створення із ними спільного фронту, заснованого на принципі національного самовизначення.
У грудні 1943 року Організація Українських Націоналістів внесла корективи у свою програму, в бік соціал-демократичної моделі та протистоянню більшовизму. Ключові елементи нової програми:
- Повернення українському та всім поневоленим народам політичних та національно-культурних прав
- Побудова безкласового суспільства без експлуататорського стану
- Суспільна власність на знаряддя і засоби виробництва
- Питання про форму землекористування має вирішувати саме українське селянство

Новим гаслом стає «Воля народам! Воля людині!».
На практиці зміна світогляду посилила ідеологічні засади боротьби Української повстанської армії, яка з 1942 р. вже протистояла збройним силам обох тоталітарних держав — Німеччини та СРСР.
Тоді ж було створено т. зв. Антибільшовицький блок народів, у якому взяли участь представники майже всіх народів Європи, які постраждали від комунізму. Головою цього об'єднання став Ярослав Стецько.
Утвердження впливу СРСР в Центрально-Східній Європі після завершення Другої світової війни викликало занепокоєння урядів держав Заходу, а також національно-патріотичних сил в країнах так званої «народної демократії», зокрема в Польщі, Чехословаччині, Угорщині та Румунії. Ця обставина створювала сприятливі умови для згуртування внутрішніх та зовнішніх опозиційних щодо Радянського Союзу сил. Вирішення українського питання вимагало його розгляду в широкому контексті протистояння народів Центрально-Східної Європи утверджуваній тут тоталітарній системі.

### Республіканська демократія
Республіканці (майже усі — представники Української Партії Соціалістів-Федералістів) становили переважну частину Уряду Української Народної Республіки в екзилі. Уряд з 1926 року був підпорядкований Президентові УНР Андрієві Лівицькому. Партія Симона Петлюри, Українська Соціал-Демократична Робітнича Партія, не входила до Уряду УНР в екзилі, але льояльно ставилася до нього.
З вересня 1939 р. республіканці, як ідейні противники фашизму, та колишні союзники ворога Німеччини — Польщі, уступають позиції націоналістам та монархістам в середовищі української еміграції, найбільша чисельність якої знаходилась в окупованій Польщі.
Серед політичних цілей республіканців — боротьба проти будь-якої держави, яка зазіхає на повну самостийність України. Але при цьому вони теж пішли на контакти та деяку співпрацю з німцями на початку окупації України.

### Козакійство
Після придушення Кубанської республіки окремі козачі повстанські загони діяли на землях Кубані у 1921—1925 рр. Відомими лідерами були Мусій Пилюк (схоплений у 1921 р.), Василь Рябокінь (страчений у 1925 р.) та інші.
Частиною визвольного руху був також кубанський козацький рух 1941—1945 років за проголошення на Кубані, Дону та інших козацьких землях держави Козакії. Він був продовженням козацької боротьби проти більшовиків у 1918—1920 роках (див. Кубанська Народна Республіка), а його ядро складали емігранти того часу.
Провідний український кубанський отаман Андрій Шкуро писав 19 серпня 1941 року голові Проводу ОУН (м) Андрію Мельнику: Я, Андрій Шкуро, генерал-поручник Кубанського Козацького Війська, зголошую готовність стати під прапори Українського Націоналізму… На це моє рішення вплинули такі обставини: …часи, що їх тепер переживаємо, покладають на всіх українців обов'язок скупчення всіх творчих сил під одним проводом у боротьбі з відвічним ворогом Української Нації для виборення її суверенного державного життя в усіх її етнографічних границях…Слава Україні! 
Кубанські війська (у складі т. зв. Козачого стану — козацькі підрозділи у складі вермахту) були застосовані німцями у Югославії проти їх начальної волі боротись на етнічних українських землях. Через ненависть до більшовицького режиму вони до кінця війни залишились німецькими колаборантами.
У повоєнний період на землях Кубані діяли окремі групи ОУН, які взяли собі назву Козача повстанська армія, проте за походженнями не мали нічого спільного з колишнім козацьким рухом.

### Гетьманський національний монархізм
Гетьманський рух складався з політичних прихильників гетьмана Української Держави 1918 року Павла Скоропадського. Течія ґрунтувалася на монархічній теорії В. Липинського.

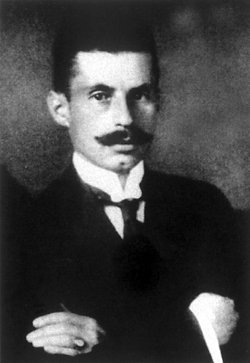
В'ячеслав Липинський — розробник ідеї українського консерватизму

Гетьманці вважали, що за народних традицій та звичаїв, зокрема з державного досвіду гетьмансько-козацьких часів, українському народу притаманна ідея монархічного керування, при якій громадяни наділені свободою економічної, культурної та політичної самодіяльності, але ця свобода обмежена авторитетом сильної і стабільної влади. Сучасною мовою, ідеологічно гетьманський рух відстоював авторитаризм як засіб створення та збереження української держави в умовах, коли політичні партії позбавлені відчуття політичної відповідальності, а необмежений демократичний індивідуалізм підриває в суспільстві основи дисципліни і правопорядку.
Спираючись на давні німецькі зв'язки, гетьманці впродовж всіх 1920-1950-х років (особливо у першої половині 1940-х) намагались знайти порозуміння з іншими національними силами щодо єдиного керування визвольним рухом. Ці проби залишились без успіху. Активної збройної боротьби прибічники гетьмана не вели.

## Хронологія
- 1920 — створення Української військової організації (УВО) з інтернованих частин Армії Української Народної Республіки (Січові Стрільці) та Української Галицької Армії.

Очолив організацію Євген Коновалець, уродженець Західної України, командир найбільш боєздатної частини Армії УНР — Січових Стрільців (спочатку складалась з полонених українців австро-угорської армії, потім стала переважно наддніпрянською), прибічник Симона Петлюри.
УВО проводить таємні терористичні операції, спрямовані проти польської та більшовицької влади.
- 1926—1929 — створення Організації Українських Націоналістів (ОУН) як підрозділу для молодих кадрів УВО. Очолив організацію знову Євген Коновалець.

- 1938—1939 — створення Карпатської Січі, парамілітарної організації на Закарпатті. Переважну частку складали вояки ОУН та галицькі українці. Після проголошення самостійності Карпатської України 15 березня 1939 року стала її національною армією і чинила збройний опір угорській армії.

- 1940 — після вбивства у 1938 році Євгена Коновальця радянським агентом Павлом Судоплатовим в ОУН стався розкол. Було створено ОУН (б) — бандерівці чи революціонери (голова — Степан Бандера) — і ОУН (м) — мельниківці (голова — Андрій Мельник). Вони діють як окремі сили, що переслідують спільну політичну мету — утворення незалежної України. Головною розбіжністю було ставлення до питання співпраці з Німеччиною: ОУН(б) згодна на це лише за умов негайного проголошення незалежної України у випадку війни з СРСР.

- Травень 1941 — створення ОУН (б) та ОУН (м) бойових батальйонів (Роланд і Нахтіґаль відповідно) у складі вермахту, які з німецькими військами входять у Галичину з початком війни Німеччини з СРСР. На задумку керівників, ці підрозділи мають становити ядро майбутньої української регулярної армії.

- Червень 1941 — створення у Поліссі Української Повстанської Армії під проводом Тараса Бульби-Боровця (Поліська Січ) від імені Уряду Української Народної Республіки в екзилі. Діяла до листопада 1941 року, коли була саморозпущена через незгоду підпорядкуватись німецькому командуванню.

З лютого 1942 року повстанські загони на чолі з Боровцем продовжили свою діяльність по розпорядженню Андрія Лівицького.
В липні 1943 року загони було перейменовано на Українську Народно-Революційну Армію, після чого вони були роззброєні частинами Української Повстанської Армії та влилась до її лав.
- 30 червня 1941 — у Львові ОУН(б) було самочинно проголошено Акт відновлення Української Держави, яким була поновлена українська держава та створено український національний уряд (Українське державне правління) на чолі з Ярославом Стецько.

Цей акт було благословлено митрополитом УГКЦ Андреєм Щептицьким.
Як вказувалось у Акті, «відновлена українська держава буде тісно співпрацювати з націонал-соціалістичною великою Німеччиною, що під проводом Адольфа Гітлера творить новий лад в Європі й світі та допомагає українському народові визволитися з-під московської окупації. Українська національна революційна армія, що буде творитися на українській землі, боротиметься дальше спільно з союзною німецькою армією проти московської окупації…»: Доволі союзницьке ставлення ОУН(б) до Німеччини однак було вороже сприйнято: 4 липня 1941 року Акт було заборонено німцями, а Степан Бандера і Ярослав Стецько були заарештовані та депортовані до Німеччини, де їх тримали до 1944 року у концентраційному таборі Заксенгаузен після відмови відкликати Акт.
У 1941—1943 роках у Бабиному Ярі було розстріляно 621 члена ОУН . У Степана Бандери в концентраційному таборі загинув брат.
Відтепер відносини учасників визвольного руху та Німеччини докорінно змінюються, перетворюючись на взаємну збройну боротьбу, хоча наприкінці війни німці зроблять поступки щодо репресованих лідерів руху, керуючись своїми цілями боротьби з СРСР.
- Грудень 1942 — легіон Дружини Українських Націоналістів (ДУН), в який було раніше з'єднано батальйони Роланд і Нахтіґаль, відмовився від служби німцям. Вояків було звільнено, а старшин заарештовано (звільнено в кінці квітня 1943). Майже все керівництво і старшини ДУН пізніше зайняли командні посади в УПА і в Першій українській дивізії зброї СС «Галичина».

- 1942—1943 — створення ОУН(б) Української повстанської армії, яка боролась проти всіх ворожих Україні сил (Правобережна Україна). З 1943 по 1950 роки її очолює Роман Шухевич.

- Серпень 1943 — III надзвичайний Збір ОУН ухвалює нову політичну платформу, яка передбачає демократизацію та політичний плюралізм у майбутній незалежній Україні.

- 1944—1953 — активна збройна боротьба УПА проти радянської влади. Підпілля ОУН(б) діяло також на Кубані та Далекому Сході (Манчжурія, Зелений Клин), де за даними перепису 1926 року близько половини населення та більшість по відношенню до інших національностей становили українці.

- Квітень 1945 — видача англійськими військами Радянському Союзу 50000 — 70000 козаків Козачого Стану (козацькі підрозділи у складі вермахту) у Лієнці, Австрія, серед яких — багато учасників українського кубанського руху, зокрема отаман Андрій Шкуро (див. Видача козаків у Лієнці).

## Масштаби руху
За різними даними, чисельність УПА як потужної військової організації становила від 20 до 40 тис. чоловік. За весь час спротиву через її лави пройшло від 150 до 400 тис. чоловік.
Враховуючи діяльність інших організацій визвольного руху — ОУН (б), ОУН (м), кубанські козаки, Поліська Січ, Українська Народно-Революційна Армія — загальна чисельність активних учасників сягала півмільйона чоловік.
Визвольним рухом була охоплена майже уся Правобережна Україна та прикордоння, його осередки діяли на всій етнічній українській території.

## Проблемаукраїнського колабораціонізму
Усі організації національного визвольного руху співпрацювали в тій чи іншій мірі у різний час з німцями.
Але висвітлення визвольного руху лише як «пособника» нацизму є однобічним, бо українці УРСР також знаходились на службі іншої тоталітарної держави, яка на користь амбіціям верхівки однієї партії (див. ВКП(б), КПРС) контролювала усі сфери життя завдяки пропаганді та жорстокому політично-суспільному терору (див. НКВС та ГУЛАГ). Через це вони прямо чи опосередковано сприяли укріпленню та поширенню більшовизму, його суспільного терору в Україні та просуванню далі на захід Європи.
Міру ненависті до більшовицького режиму Йосипа Сталіна демонструє факт, що у лавах російських колабораціоністів за часів німецько-радянської війни знаходилось більш 1 млн чоловік (див. Російська Визвольна Армія).
Таким чином, кожна з воюючих українських сторін по-своєму сприймала тезу про війну за свободу та незалежність, до деякої міри знаходячись у пастці цілей сусідніх держав. Найближче до мети створення незалежної демократичної України як вона є сьогодні змогли наблизиться ОУН та УПА у середині 1940-х років, хоча на той час не можна було довести їх ідеї до більшості українців та мобілізувати їх на боротьбу. Терористичні методи боротьби УПА проти радянської влади УРСР також не могли привернути до них багато прибічників у інших районах України, бо були б подібні збройному насадженню демократії.

## Значення
Роль організацій українського визвольного руху та їх досягнення досить суперечливі. З одного боку, вони відстоювали незалежність Української народної республіки та фундаментальне право будь-якої нації на самовизначення, яке у 1944 р. було закріплено в Уставі ООН. З іншого боку, вони співпрацювали деякий час з нацистською Німеччиною, хоча б і відмовились від цього у 1942 р. та отримували допомогу демократичних держав Заходу.
Боротьба УПА у 1940-50-х роках проти Червоної Армії та радянської влади, а також радянська пропаганда призвели до того, що зараз для більшості росіян та частини українців поняття «оунівці», «упівці», «бандерівці» символізують агресивний націоналізм та пособництво німецькому нацизму.
Насправді спроби офіційно визнати злочинцями учасників українського визвольного руху були невдалими:
- На Нюрнберзькому процесі (1945-46 рр..) ОУН не було визнано злочинною організацією.
- У 1954 році в США відбулися слухання слідчої комісії Конгресу, яка зняла з ОУН звинувачення в причетності до Голокосту.[7] Більш того, у лавах УПА бились представники багатьох національностей, включно з євреями.

Після закінчення війни 1941-45 рр. Організація українських націоналістів мала досить великий вплив в українській діаспорі. Після оголошення незалежності України у 1991 р. керівну діяльність ОУН (б) було перенесено у країну, а вона була реорганізована у Конгрес Українських Націоналістів (КУН).
Розроблена ідеологами українського національно-визвольного руху концепція зламу більшовизму не була зреалізована у свій час. Проте вона по суті втілилася у життя на зламі 1980-90-х років XX століття, коли під натиском національно-демократичної революції, що охопила Центрально-Східну Європу було повалено тоталітарну систему.

## Керівники та провідні учасники
- Євген Коновалець
- Андрій Мельник
- Степан Бандера
- Ярослав Стецько
- Павло Скоропадський
- Роман Шухевич